# XR-9
泛世通 XR-9（公司編號Model 45)是一款由泛世通於1940年代為美國陸軍航空軍研製的實驗通用直升機，僅生產了兩架。

## 發展
G & A Model 45B(陸軍編號為XR-9） 最初由G & A Aircraft與美國陸軍航空軍空中技術服務司令部合作開發。Model 45B有一個固定的三輪起落架和三葉主旋翼，並配備1具Avco Lycoming XO-290-5發動機。Model 45C (XR-9A)則為配備雙葉旋翼的同款機型，蛋這兩架直升機都來不激建造，G & A Aircraft就於 1943年被泛世通收購，並接手此研發工作。
改良後的Modle 45C（XR-9B）則採用三葉片主旋翼和串聯的雙座位。陸軍航空軍於1946年採購第一架 第一架， 並改用萊康明O-290-74缸水平對置風冷活塞發動機，該機於當年3月首飛。
同時，泛世通也推出民用版本的Model 45D。 其不同之處在於，45D的座位為並排，並非軍用版本的縱排，並配備動力較小的發動機。該原型機在1946年克利夫蘭全國飛行比賽中進行了演示。泛世通還計劃推出帶有雙尾槳的四座Model 50(軍用編號XR-14)， 但銷售數量不如預期，而後泛世通關閉了其飛機製造部門。
目前僅存的Model 45D在經過翻修後，以XR-9（編號46-001)的名義展示於位於阿拉巴馬州魯克爾堡的美國陸軍航空博物館。

## 型號
Model 45B
未建造的3葉旋翼直升機，陸軍編號XR-9
Model 45C
未建造的雙葉旋翼直升機，陸軍編號XR-9A
Model 45C (revised)
縱排雙座直升機，共建造1架，軍用編號為XR-9B，之後重新編號為XH-9B
Model 45D
並排駕駛雙座直升機，用於探索民用市場，共建造1架
Model 50.
4座版本，並未建造
XR-9
陸軍編號的Model 45B
XR-9A
陸軍編號的Model 45C
XR-9B
陸軍編號的Model 45C(revised)，之後重新編號為XH-9B
XH-9B
於1948年重新編號的XR-9B

### 書籍
- Andrade, John. U.S. Military Aircraft Designations and Serials since 1909. Hinckley, Leicastershire, UK: Midland Counties Publications, 1979. ISBN 0-904597-22-9.
- The Illustrated Encyclopedia of Aircraft (Part Work 1982–1985). London: Orbis Publishing, 1985.
- Lambermont, Paul Marcel. Helicopters and Autogyros of the World. London: Cassell and Company Ltd, 1958. ASIN B0000CJYOA.
- Merriam, Ray. World War II Journal #15: U.S. Warplanes of World War II, Volume 1 （页面存档备份，存于）. Bennington, Vermont: Merriam Press, 2002. ISBN 1-5763-8167-6.